# The Ballad of Sally Rose
The Ballad of Sally Rose — студийный альбом американской певицы Эммилу Харрис, вышедший в 1985 году на лейбле Warner Bros. Records. Является концептуальным и частично автобиографическим проектом. Сама артистка назвала его «кантри-оперой». Пластинка рассказывает историю отношений девушки Сэлли Роуз с известным певцом, который становится её музыкальным наставником, но впоследствии погибает. Хотя основой для сюжета послужило реальное сотрудничество самой Харрис с Грэмом Парсонсом, в нём содержится и значительная доля вымысла. Имя Сэлли Роуз ещё с конца 1970-х годов было гастрольным псевдонимом певицы, а сам персонаж — её шуточным альтер эго.
Альбом получил положительные отзывы критиков как вершина эволюции музыкального стиля Харрис — смеси традиционного кантри, фолка, госпела, блюза и поп-музыки, а также номинацию на «Грэмми». Однако на фоне её прошлых работ коммерчески он оказался неудачным. Масштабные гастроли в его поддержку и вовсе принесли певице серьёзные убытки. Впервые ни один сингл из её альбома не попал в Топ-10 и лишь одна песня вошла в Топ-20 Hot Country Songs («White Line», № 14). Сама пластинка достигла позиции № 8 в Top Country Albums и 171 в Billboard 200. В 2018 году альбом был переиздан как The Ballad of Sally Rose: Expanded Edition в отреставрированном виде с 10 демозаписями.

## Предыстория
Годами Харрис собирала идеи для песен об отношениях с Грэмом Парсонсом — её музыкальным партнёром и наставником, с которым она встретилась в одном из клубов Вашингтона в 1971 году. Парсонс открыл для неё прелесть кантри, они вместе гастролировали и записывались в его альбомах. После гибели певца в 1973 году от передозировки наркотиков, она начала сольную карьеру и стала известна как самостоятельная артистка. Смерть Парсонса нашла отражение в «Boulder to Birmingham» — одной из редких композиций авторства самой Харрис в её ранних альбомах.
К середине 1980-х годов Харрис уже имела репутацию одного из лучших интерпретаторов в музыке и выпустила 11 пластинок под началом своего мужа и продюсера Брайна Ахерна. Впечатлившись повествованием Брюса Спрингстина на его пластинке Nebraska (1982), она решила, что пришло время реализовать свои давние идеи на тему Парсонса. Для этого она привлекла британского продюсера и автора песен Пол Кеннерли, который имел необходимый опыт.
В 1978 году Кеннерли сочинил концептуальный альбом White Mansions — историю о Юге США времён Конфедерации с участием Уэйлона Дженнингса, Джесси Колтер, Эрика Клэптона и других артистов. Двумя годами позже он выпустил ещё один такой проект — The Legend of Jesse James, в котором спели Левон Хелм, Джонни Кэш, Чарли Дэниелс, Розанна Кэш, Родни Кроуэлл, Альберт Ли и сама Харрис. Во время записи последнего и произошло их знакомство. Хотя этим проектам не хватало коммерческого успеха, благодаря их высокому качеству Кеннерли смог в 1983 году обосноваться в Нэшвилле.
Для Харрис это был сложный период — несколько её последних альбомов не получили обычного успеха у критиков, её брак распался и она переехала из Лос-Анджелеса в Нэшвилл, где жили многие её соратники. Там они встретились с Кеннерли и начали работу над новым проектом. Результатом стал частично автобиографичный концептуальный альбом — один из наиболее смелых проектов в её карьере, который она сама назвала «кантри-оперой». Подачу эмоционального стержня этой непростой для неё в личном плане истории облегчил вымышленный персонаж — Сэлли Роуз.

## Сэлли Роуз
Персонаж Сэлли Роуз возник в 1978 году в Южной Дакоте. У певицы и её группы были выходные, и вечер они провели в одном из баров города Рапид-Сити. Там подвыпивший клиент узнал артистку и решил затеять с ней разговор. Её дорожный менеджер Фил Кауфман вмешался в ситуацию и внушил ему, что он обознался, а это совсем не Харрис, а некая Сэлли Роуз и её друзья. В итоге этот вымышленный персонаж стал шуткой внутри группы и заменил псевдоним Ann B. Gayo, под которым певица ранее останавливалась в отелях (наряду с псевдонимом самого Кауфмана Phil Fruitjar, отсылавший к тексту песни Хэнка Уильямса «Jambalaya»).
Вскоре вся команда, обычно представлявшаяся как Emmylou Harris and The Hot Band, тоже получила альтернативное юмористическое название — Sally Rose and The Buds (можно перевести как «Сэлли Роуз и Бутоны» или «Сэлли Роуз и Друзья»). В качестве шутки певица и её музыканты стали сочинять для Сэлли Роуз отдельную биографию. Самой певице полюбился этот персонаж и она решила сделать его центральным в истории, которую давно планировала. В конечном счёте виртуальное alter ego певицы сначала нашло отражение в одной песне, а затем легло в основу целого альбома — The Ballad of Sally Rose.

## Альбом
По окончании работы над альбомом, у Харрис и Кеннерли на руках было 13 песен, рассказывавших историю Сэлли Роуз. По сюжету молодая певица без перспектив в карьере встречает Певца (The Singer), который берёт её в свою группу в качестве ритм-гитаристки и бэк-вокалистки. Это событие полностью меняет её жизнь и впоследствии между ними возникает любовь. Через какое-то время она покидает группу Певца, чтобы начать свою карьеру, но потом решает вернуться. Однако не успевает, поскольку Певец погибает в автокатастрофе. После его трагической смерти, она добивается успеха и становится самостоятельной звездой. Сэлли распространяет наследие своего наставника, исполняя его песни где бы она ни была. Впоследствии она оставляет карьеру и покупает старую радиостанцию.
Сама певица признавая наличие в сюжете отсылок к её отношениям с Грэмом Парсонсом, одновременно подчёркивает, что эта история содержит значительную долю вымысла и поэтому не является автобиографией. Некоторые моменты правдивы, но другие — вымышлены или могли бы стать правдой в будущем. Отдельные элементы полностью уникальны и являются личными особенностями Сэлли Роуз как персонажа. Например, она родилась в Южной Дакоте, а в конце истории покупает радиостанцию (песня «K-S-O-S»), что совсем не соответствует биографии Харрис. Однако в альбоме было достаточно отсылок, касавшихся лично певицы и рассказывающих подлинную историю («Rhythm Guitar») или позволяющих слушателю заполнить в ней пробелы («Diamond in My Crown»).
Кеннерли и Харрис записали предварительно демо в UA Tower на Мьюзик-Роу, а для финального варианта на бэк-вокал пригласили Долли Партон, Линду Ронстадт и Гейл Дэвис. Инструментальную поддержку обеспечили Винс Гилл, Уэйлон Дженнингс и участники The Hot Band — Хэнк Де Вито, Бэрри Ташиян, Эмори Горди и Альберт Ли. Пластинка представляла смесь различных стилей: акустического фолк-кантри, традиционного блюграсса и лёгкого рока и в этом плане была недалека от того, чем Харрис славилась тогда и в последующие десятилетия. Прежде в своих кантри-альбомах Харрис записала всего три песни собственного сочинения, хотя и показавших её талант на этом поприще. В случае же The Ballad of Sally Rose все композиции были впервые написаны ей самой в соавторстве с Кеннерли.

## Релиз
Хотя The Ballad of Sally Rose с художественной точки зрения оказался успешным, коммерчески ожиданий он не оправдал и стал забытой жемчужиной в дискографии певицы. Это был первый альбом Харрис, который не принёс ни одного хита Топ-10 в чарте Hot Country Songs. Из трёх синглов только один «White Line» попал в Топ-20. Тем не менее альбом достиг позиции № 8 в Top Country Albums и принёс певице номинацию на премию «Грэмми». Работа также получила признание критиков, в частности, как вершина эволюции музыкального стиля Харрис — смеси традиционного кантри с элементами фолка, госпела, блюза и поп-музыки. Роберт Оерманн назвал его шедевром «романтизма и фантазии». Однако по сравнению с прошлыми работами певицы продажи были низкими. Гастроли, в ходе которых Харрис играла первым сетом обычные хиты, а затем все песни из The Ballad of Sally Rose, а также использовала большую группу с бэк-вокалистами, чтобы воссоздать песни из альбома максимально близко к студийным версиям, принёс ей огромные убытки. По окончании тура в поддержку пластинки певица вернулась в Нэшвилл, куда недавно перебралась из Лос-Анджелеса, и поняла, что у неё не хватает денег, чтобы купить там собственный дом.
Впоследствии песню «Woman Walk the Line» из этого альбома записывали Триша Йервуд для своего диска Hearts in Armor (1992), а также группа Highway 101 на их одноимённом дебюте 1987 года. Композиция послужила названием для книги Холли Глисон, содержавшей эссе о женщинах в музыке кантри. Патти Лавлесс исполнила песню «Diamond in My Crown» в своём альбоме Mountain Soul II (2009). Однако в целом история Сэлли Роуз погрузилась в забвение. Как отметил журнал Rolling Stone, несмотря на коммерческие неудачи, сегодня The Ballad of the Sally Rose является одним из наиболее смелых и впечатляющих альбомов певицы, примером её таланта смешивать жанры и уникального голоса. С момента выхода пластинки она 15 лет не выпускала работ с более чем одной или двумя песнями собственного сочинения — вплоть до альбома Red Dirt Girl (2000). «Ты пишешь, когда хочешь сказать что-то важное для тебя настолько, чтобы пройти через всю эту пытку сочинительством. Я не нахожу данный процесс приятным. Серьёзно. И я рада, что не должна зарабатывать этим на жизнь», — отмечала она.

## Переиздание
В 2018 году вышло переиздание альбома на Rhino Records под названием The Ballad of Sally Rose: Expanded Edition, состоящее из отреставрированного оригинального материала и бонусного диска с демоверсиями, записанными в основном под акустическую гитару одной Харрис. Десятью годами ранее Пол Кеннерли в своей студии нашёл эти 10 треков и отправил их певице, которая не слышала их многие годы, и в итоге решила, что стоит их выпустить. Переиздание вышло на CD, виниле и в цифровом виде. Анонс новой версии альбома был подгадан рекорд-лейблом под 71-й День Рождения Харрис — 2 апреля 2018 года.

## Трек-лист
Оригинальный альбом (диск № 1 переиздания):
| №   | Название                                                                                     | Автор(ы)                                                                                 | Длительность |
| --- | -------------------------------------------------------------------------------------------- | ---------------------------------------------------------------------------------------- | ------------ |
| 1.  | «The Ballad of Sally Rose»                                                                   | Харрис, Кеннерли                                                                         | 2:48         |
| 2.  | «Rhythm Guitar»                                                                              | Харрис, Кеннерли                                                                         | 3:18         |
| 3.  | «I Think I Love Him" / Instrumental: "You Are My Flower»                                     | Харрис / Эй Пи Картер                                                                    | 1:07         |
| 4.  | «Heart to Heart»                                                                             | Харрис, Кеннерли                                                                         | 2:31         |
| 5.  | «Woman Walk the Line»                                                                        | Харрис, Кеннерли                                                                         | 4:08         |
| 6.  | «Bad News»                                                                                   | Харрис, Кеннерли                                                                         | 1:46         |
| 7.  | «Timberline»                                                                                 | Харрис, Кеннерли                                                                         | 2:51         |
| 8.  | «Long Tall Sally Rose»                                                                       | Харрис, Кеннерли                                                                         | 1:32         |
| 9.  | «White Line»                                                                                 | Харрис, Кеннерли                                                                         | 3:46         |
| 10. | «Diamond in My Crown»                                                                        | Харрис, Кеннерли                                                                         | 2:55         |
| 11. | «The Sweetheart of the Rodeo»                                                                | Харрис, Кеннерли                                                                         | 3:41         |
| 12. | «K-S-O-S» / Instrumental medley: «Ring of Fire» / «Wildwood Flower» / «Six Days on the Road» | Харрис, Кеннерли; Джун Картер, Merle Kilgore, Эй Пи Картер, Earl Greene, Carl Montgomery | 2:50         |
| 13. | «Sweet Chariot»                                                                              | Харрис, Кеннерли                                                                         | 2:58         |

Диск № 2 переиздания (демозаписи):
| №   | Название                      | Автор(ы)         | Длительность |
| --- | ----------------------------- | ---------------- | ------------ |
| 1.  | «Timberline»                  | Харрис, Кеннерли | 2:29         |
| 2.  | «The Sweetheart Of The Rodeo» | Харрис, Кеннерли | 3:53         |
| 3.  | «Sweet Chariot»               | Харрис, Кеннерли | 2:38         |
| 4.  | «The Ballad of Sally Rose»    | Харрис, Кеннерли | 2:18         |
| 5.  | «Heart to Heart»              | Харрис, Кеннерли | 2:13         |
| 6.  | «Woman Walk the Line»         | Харрис, Кеннерли | 3:56         |
| 7.  | «White Line»                  | Харрис, Кеннерли | 3:49         |
| 8.  | «Diamond in My Crown»         | Харрис, Кеннерли | 2:52         |
| 9.  | «Rhythm Guitar»               | Харрис, Кеннерли | 3:11         |
| 10. | «Bad News (TV Mix)»           | Харрис, Кеннерли | 1:19         |

## Музыканты
- Стив Кэш — гармоника
- Barbara Cowart — бэк-вокал
- Гейл Дэвис — бэк-вокал
- Хэнк Девито — акустическая гитара, электрогитара, педал-стил, добро
- Phillip Donelly — слайд-электрогитара
- Bessyl Duhon — аккордеон
- Рэй Флэк — электрогитара
- Винс Гилл — электрогитара, бэк-вокал
- Эмори Горди — акустическая гитара, бас, оркестровки
- Эммилу Харрис — вокал, акустическая гитара, бэк-вокал
- Джон Джарвис — клавишные
- Уэйлон Дженнингс — электрогитара
- Шейн Кейстер — клавишные
- Пол Кеннерли — акустическая гитара, электрогитара
- Расс Канкель— ударные
- Альберт Ли — акустическая гитара, электрогитара, мандолина
- Лэрри Лондайн — ударные, перкуссия
- Долли Партон — бэк-вокал
- Tom Roady — перкуссия
- Линда Ронстадт — бэк-вокал
- Gary Scruggs — гармоника
- Бадди Спайкер — фиддл
- Бэрри Ташиян — акустическая гитара
- Bobby Thompson — акустическая гитара, банджо

## Техперсонал
- Пол Кеннерли — продюсер
- Эммилу Харрис — продюсер
- Donivan Cowart — звукоинженер
- Tom Harding — второй звукоинженер
- Keith Odle — второй звукоинженер